# 69. ceremonia wręczenia Oscarów
69. ceremonia rozdania Oscarów odbyła się 24 marca 1997 roku w Shrine Auditorium w Los Angeles.
Najwięcej, bo aż 9 statuetek otrzymał film Angielski Pacjent (spośród 12 nominacji).
Po raz pierwszy transmisję z tego wydarzenia nadał Program Trzeci Polskiego Radia.

## Wykonawcy piosenek
- „You Must Love Me” – Madonna (zapowiedziana przez Billy’ego Crystala)
- „That Thing You Do!” – Lip Sync Dance Number (zapowiedziani przez Claire Danes)
- „I Finally Found Someone” – Céline Dion (w zastępstwie Natalie Cole) (zapowiedziana przez Billy’ego Crystala)
- „For the First Time” – Kenny Loggins (zapowiedziany przez Salmę Hayek)
- „Because You Loved Me” – Céline Dion (zapowiedziana przez Jennifer Lopez)

## „Ku pamięci”
Krótki materiał filmowy o ludziach filmu, którzy odeszli w przeciągu ostatniego roku.
W roli prezenterki wystąpiła Angela Bassett.
Wspominano następujących ludzi filmu: Jo Van Fleet, Tupac Shakur, Brigitte Helm, Dorothy Lamour, scenarzysta Stirling Silliphant, scenograf Saul Bass, scenarzysta Steve Tesich, Juliet Prowse, operator Joseph Biroc, Howard E. Rollins Jr., Jack Weston, reżyser Krzysztof Kieślowski, reżyser Fred Zinnemann, Ben Johnson, Gene Nelson, scenograf Edward C. Carfagno, Joanne Dru, operator John Alton, Greer Garson, producent Albert R. Broccoli, producent Pandro S. Berman, Lew Ayres, Sheldon Leonard, Claudette Colbert oraz Marcello Mastroianni.

## Laureaci

### Najlepszy film
- Saul Zaentz – Angielski pacjent
- Ethan Coen – Fargo
- James L. Brooks, Laurence Mark, Richard Sakai, Cameron Crowe – Jerry Maguire
- Simon Channing-Williams – Sekrety i kłamstwa
- Jane Scott – Blask

### Najlepszy aktor
- Geoffrey Rush – Blask
- Ralph Fiennes – Angielski pacjent
- Tom Cruise – Jerry Maguire
- Woody Harrelson – Skandalista Larry Flynt
- Billy Bob Thornton – Blizny przeszłości

### Najlepszy aktor drugoplanowy
- Cuba Gooding Jr. – Jerry Maguire
- William H. Macy – Fargo
- James Woods – Duchy Missisipi
- Edward Norton – Lęk pierwotny
- Armin Mueller-Stahl – Blask

### Najlepsza aktorka
- Frances McDormand – Fargo
- Kristin Scott Thomas – Angielski pacjent
- Emily Watson – Przełamując fale
- Diane Keaton – Pokój Marvina
- Brenda Blethyn – Sekrety i kłamstwa

### Najlepsza aktorka drugoplanowa
- Juliette Binoche – Angielski pacjent
- Joan Allen – Czarownice z Salem
- Lauren Bacall – Miłość ma dwie twarze
- Barbara Hershey – Portret damy
- Marianne Jean-Baptiste – Sekrety i kłamstwa

### Najlepsza scenografia i dekoracje wnętrz
- Stuart Craig, Stephenie McMillan – Angielski pacjent
- Bo Welch, Cheryl Carasik – Klatka dla ptaków
- Brian Morris, Philippe Turlure – Evita
- Tim Harvey – Hamlet
- Catherine Martin, Brigitte Broch – Romeo i Julia

### Najlepsze zdjęcia
- John Seale – Angielski pacjent
- Darius Khondji – Evita
- Roger Deakins – Fargo
- Caleb Deschanel – Droga do domu
- Chris Menges – Michael Collins

### Najlepsze kostiumy
- Ann Roth – Angielski pacjent
- Paul Brown – Anioły i owady
- Ruth Myers – Emma
- Alexandra Byrne – Hamlet
- Janet Patterson – Portret damy

### Najlepsza reżyseria
- Anthony Minghella – Angielski pacjent
- Joel Coen – Fargo
- Miloš Forman – Skandalista Larry Flynt
- Mike Leigh – Sekrety i kłamstwa
- Scott Hicks – Blask (film)

### Pełnometrażowy film dokumentalny
- Leon Gast i David Sonenberg – Kiedy byliśmy królami

### Krótkometrażowy film dokumentalny
- Jessica Yu – Breathing Lessons: The Life And Work of Mark O’Brien

### Najlepszy montaż
- Walter Murch – Angielski pacjent
- Gerry Hembling – Evita
- Roderick Jaynes – Fargo
- Joe Hutshing – Jerry Maguire
- Pip Karmel – Blask

### Najlepszy film nieanglojęzyczny
- Czechy – Kola, reż. Jan Svěrák
- Rosja – Jeniec Kaukazu, reż. Siergiej Bodrow
- Francja – Śmieszność, reż. Patrice Leconte
- Gruzja – 1001 przepisów zakochanego kucharza, reż. Nana Dżordżadze
- Norwegia – Niedzielne anioły, reż. Berit Nesheim

### Najlepsza charakteryzacja
- Rick Baker, David LeRoy Anderson – Gruby i chudszy
- Matthew W. Mungle, Deborah La Mia Denaver – Duchy Missisipi
- Michael Westmore, Scott Wheeler, Jake Garber – Star Trek: Pierwszy kontakt

### Najlepsza muzyka w dramacie
- Gabriel Yared – Angielski pacjent
- Patrick Doyle – Hamlet
- Elliot Goldenthal – Michael Collins
- David Hirschfelder – Blask
- John Williams – Uśpieni

### Najlepsza muzyka w komedii/musicalu
- Rachel Portman – Emma
- Marc Shaiman – Zmowa pierwszych żon
- Alan Menken, Stephen Schwartz – Dzwonnik z Notre-Dame
- Randy Newman – Jakubek i brzoskwinia olbrzymka
- Hans Zimmer – Żona pastora

### Najlepsza piosenka
- „You Must Love Me” – Evita – muzyka: Andrew Lloyd Webber; słowa: Tim Rice
- „I've Finally Found Someone” – Miłość ma dwie twarze – Barbra Streisand, Marvin Hamlisch, Robert John Lange, Bryan Adams
- „For the First Time” – Szczęśliwy dzień – James Newton Howard, Jud Friedman, Allan Dennis Rich
- „That Thing You Do!” – Szaleństwa młodości – Adam Schlesinger
- „Because You Loved Me” – Namiętności – Diane Warren

### Najlepszy dźwięk
- Walter Murch, Mark Berger, David Parker, Christopher Newman – Angielski pacjent
- Andy Nelson, Anna Behlmer, Ken Weston – Evita
- Chris Carpenter, Bill W. Benton, Bob Beemer, Jeff Wexler – Dzień Niepodległości
- Kevin O’Connell, Greg P. Russell, Keith A. Wester – Twierdza
- Steve Maslow, Gregg Landaker, Kevin O’Connell, Geoffrey Patterson – Twister

### Najlepszy montaż dźwięku
- Bruce Stambler – Duch i Mrok
- Richard L. Anderson, David A. Whittaker – Tunel
- Alan Robert Murray, Bub Asman – Egzekutor

### Najlepsze efekty specjalne
- Volker Engel, Douglas Smith, Clay Pinney, Joseph Viskocil – Dzień Niepodległości
- Scott Squires, Phil Tippett, James Straus, Kit West – Ostatni smok
- Stefen Fangmeier, John Frazier, Habib Zargarpour, Henry LaBounta – Twister

### Krótkometrażowy film animowany
- Tyron Montgomery, Thomas Stellmach – Quest

### Krótkometrażowy film aktorski
- David Frankel, Barry Jossen – Dear Diary

### Najlepszy scenariusz oryginalny
- Ethan Coen, Joel Coen – Fargo
- Cameron Crowe – Jerry Maguire
- John Sayles – Na granicy
- Mike Leigh – Sekrety i kłamstwa
- Scott Hicks, Jan Sardi – Blask

### Najlepszy scenariusz adaptowany
- Billy Bob Thornton – Blizny przeszłości
- Arthur Miller – Czarownice z Salem
- Anthony Minghella – Angielski pacjent
- Kenneth Branagh – Hamlet
- John Hodge – Trainspotting

### Oscar Honorowy
- Michael Kidd – w uznaniu zasług dla sztuki tańca w sztuce ekranu.